# James Wilson (Filmproduzent)

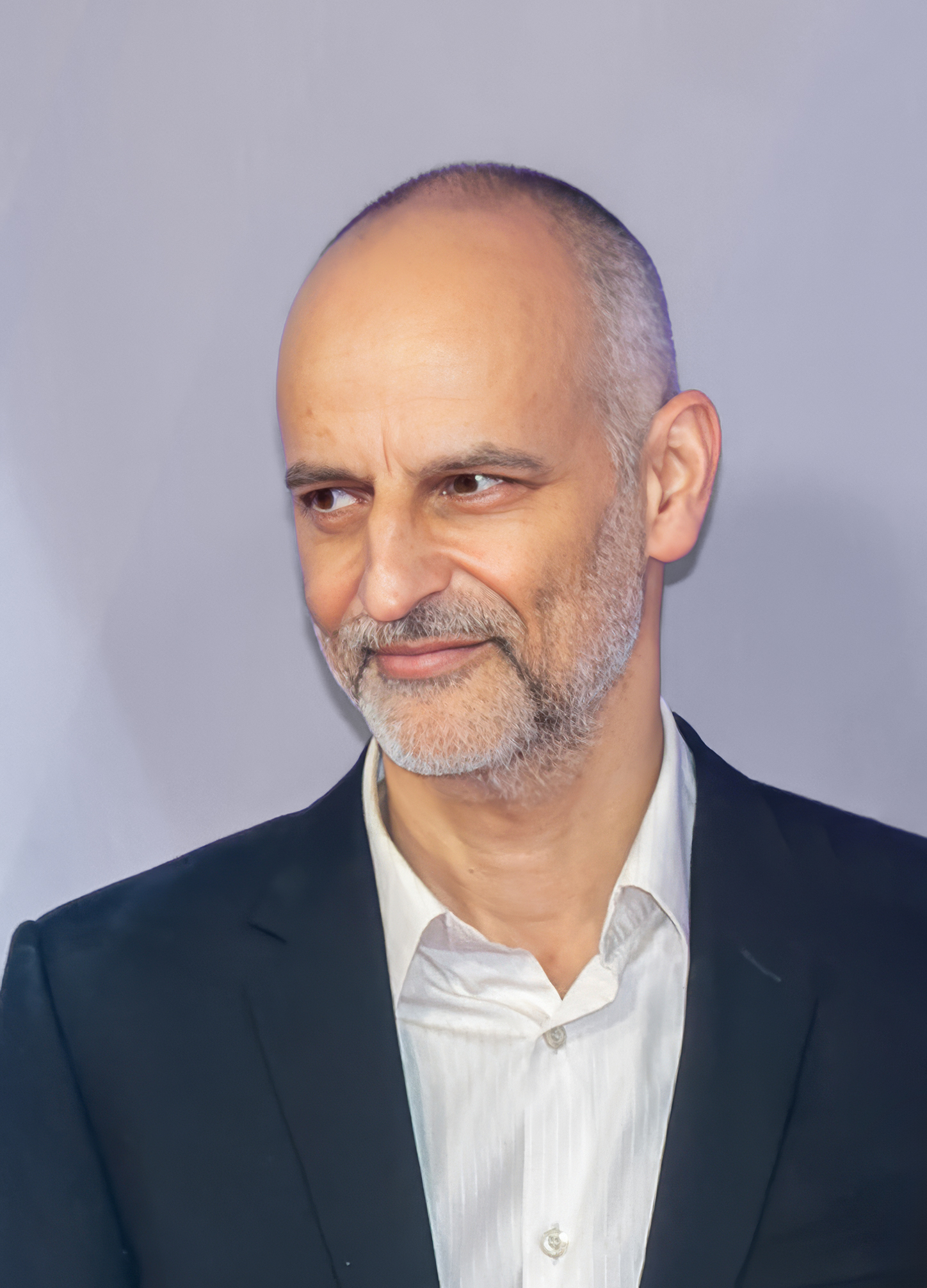
James Wilson, 2023

James „Jim“ Wilson (* August 1965) ist ein britischer Filmproduzent.

## Leben
Wilson studierte bis 1991 Filmproduktion am American Film Institute in Los Angeles.
Seine Karriere in der Filmbranche begann er in den 1990er Jahren als Produktionsleiter bei Fox Searchlight Pictures. Später wechselte er zu Film4, wo er an der Stoffentwicklung und Produktion von Filmen wie Sugar Town, Simon Magus, The Filth and the Fury, Dancer in the Dark, The Low Down, Birthday Girl und Jonathan Glazers Regiedebüt Sexy Beast mitwirkte. Ab Anfang der 2000er Jahre trat er sporadisch auch als Schauspieler in Erscheinung.
Ab dem Jahr 2001 war Wilson als Co-Producer und später als Executive Producer an Filmen wie The Emperor’s New Clothes, Shaun of the Dead und Once Upon a Time in the Midlands  beteiligt. Für James Marshs Filmdrama The King oder Das 11. Gebot fungierte Wilson gemeinsam mit Milo Addica erstmals als hauptverantwortlicher Filmproduzent. 2011 produzierte Wilson gemeinsam mit Nira Park die Science-Fiction-Actionkomödie Attack the Block des Regisseurs Joe Cornish. 2013 folgte mit Under the Skin eine weitere Zusammenarbeit mit Jonathan Glazer. Wilson produzierte außerdem mehrere Dokumentarfilme über Musiker wie Nick Cave and the Bad Seeds, Grace Jones und PJ Harvey. Die Produktion von Lynne Ramsays Melodram A Beautiful Day brachte ihm gemeinsam mit Ramsay, Rosa Attab und Pascal Caucheteux bei den British Academy Film Awards 2019 eine Nominierung für den Besten britischen Film ein. Gemeinsam mit Kevin Turen produzierte Wilson 2018 Trey Edward Shults′ Filmdrama Waves.
Mit Ewa Puszczyńska produzierte Wilson 2023 Jonathan Glazers Historiendrama The Zone of Interest. Für diese Arbeit wurde Wilson bei der Oscarverleihung 2024 in der Kategorie Bester Film nominiert.
Er ist Gründungsmitglied der British Independent Film Awards (BIFA).

## Filmografie
Co-Producer
- 2001: The Emperor’s New Clothes
- 2002: Once Upon a Time in the Midlands

Executive Producer
- 2004: Shaun of the Dead
- 2009: In meinem Himmel (The Lovely Bones)
- 2017: Grace Jones – Grace Jones: Bloodlight and Bami – Das Leben einer Ikone (Grace Jones – Grace Jones: Bloodlight and Bami; Dokumentarfilm)
- 2019: The Fall (Kurzfilm)
- 2022: Stutz (Dokumentarfilm)
- 2023: Earth Mama

Producer
- 2005: The King oder Das 11. Gebot (The King)
- 2011: Attack the Block
- 2012: The Pervert’s Guide to Ideology (Dokumentarfilm)
- 2013: Under the Skin
- 2014: 20.000 Days on Earth (Dokumentarfilm)
- 2016: One More Time with Feeling (Dokumentarfilm)
- 2017: A Beautiful Day (You Were Never Really Here)
- 2019: A Dog Called Money (Dokumentarfilm)
- 2019: Waves
- 2023: The Zone of Interest